# Skyrail

Blick aus der Gondel der Skyrail auf eine Zwischenstation

Die Skyrail (englisch auch Skyrail Rainforest Cableway) ist eine 7,5 Kilometer lange Seilbahn in Australien, die von Cairns nach Kuranda führt. Die Strecke verläuft durch den tropischen Regenwald, wobei die Gondeln nur wenige Meter über den Baumwipfeln schweben.

## Verlauf
Ausgangspunkt der Gondelbahn ist der im Vorort Smithfield gelegene Smithfield Terminal, 14 Kilometer nördlich von Cairns. Die Sechs-Personen-Gondeln benötigen für die Fahrt über zwei Zwischenstationen rund anderthalb Stunden. An beiden Stationen besteht die Möglichkeit auszusteigen und auf ausgebauten Wegen durch den Regenwald zu wandern. Die Seilbahn endet in der Regenwaldstadt Kuranda.
Die Skyrail gehört zu den wichtigsten touristischen Attraktionen von Nord-Queensland.

## Geschichte
Die Gondelbahn geht auf ein Konzept aus dem Jahre 1987 zurück. 1994 wurde mit dem Bau der Einseil-Umlaufbahn begonnen, die von POMA geliefert und am 31. August 1995 eröffnet wurde. Der Smithfield Terminal liegt nur fünf Meter über dem Meeresspiegel, die Zwischenstation auf 545 m und die Endstation in Kuranda auf 336 m Höhe, woraus sich ein Höhenunterschied von insgesamt 749 Metern ergibt. Die beiden Abschnitte sind 2,7 Kilometer beziehungsweise 4,8 Kilometer lang. In den beiden Terminals in Smithfield und Kuranda befinden sich die Elektromotoren, die das jeweils bis zur Zwischenstation Red Peak umlaufende 40,5 Millimeter starke Trag- und Zugseil antreiben. Die Seile laufen über insgesamt 32 Seilbahnstützen, die bis zu 40,5 Meter hoch sind. Über die Spitzen der Türme läuft ein Kommunikationskabel, über das Gespräche und Betriebsdaten zwischen den Stationen übertragen werden. Ursprünglich hatte die Bahn nur 47 Gondeln. Aufgrund des großen Andrangs baute man sie 1997 auf 114 Gondeln aus. Sie hat eine Höchstgeschwindigkeit von 5 m/s (18 km/h), fährt aber meist deutlich langsamer, um den Passagieren einen ausgiebigeren Blick auf den Regenwald zu ermöglichen. 2005 wurde das Seil des steilen Abschnitts von Caravonica auf den Red Peak ersetzt, 2007 auch das andere Seil.
Die olympische Flamme benutzte auf dem Weg zu den Olympischen Sommerspielen 2000 in Sydney den Skyrail. Im März 2002 fuhren Königin Elisabeth II. und ihr Ehemann Prinz Philip mit der Gondelbahn.